# Насреддин, Ален
Але́н Насредди́н (англ. Alain Nasreddine; 10 июля 1975, Монреаль, Квебек) — бывший профессиональный канадский хоккеист выступавший на позиции защитника, ныне хоккейный тренер.
На драфте НХЛ 1993 года выбран в 6-м раунде под общим 135-м номером командой «Флорида Пантерз». 18 декабря 1996 обменян в «Чикаго Блэкхокс». 16 ноября 1998 года обменян в «Монреаль Канадиенс». 9 марта 2000 года обменян в «Эдмонтон Ойлерз». 2 октября 2002 года как неограниченно свободный агент подписал контракт с «Нью-Йорк Айлендерс». 8 марта 2004 года обменян в «Питтсбург Пингвинз». По национальности-уйгур.

## Тренерская карьера
После завершения карьеры (последние два сезона отыграл в Германии) Насреддина пригласили в его бывшую команду AHL Уилкс-Барре/Скрэнтон Пингвинз на позицию помощника главного тренера. На этом посту он проработал пять сезонов, после чего перед сезоном 2015—2016 Насреддин перешёл на позицию помощника главного тренера в команду НХЛ «Нью-Джерси Девилз». 3 декабря 2019 года после увольнения главного тренера Джона Хайнса Насреддин стал временно исполняющим обязанности главного тренера «Девилз». Дебютную игру в качестве главного тренера Насреддин проиграл «Вегасу» 3:4. В этом статусе он доработал до конца сезона, 9 июля новым главным тренером «Нью Джерси» стал Линди Рафф. В начале 2022 года Насреддин несколько раз подменял Раффа в качестве главного тренера «Девилз», когда Рафф заболел коронавирусом (3 игры), и когда тот отсутствовал из-за смерти отца (2 игры). 4 мая 2022 года завершился срок действия контракта Насреддина с «Девилз», и новое соглашение не было подписано.
1 июля 2022 года подписал контракт с «Даллас Старз», где также занял пост помощника главного тренера.

## Статистика
```
                                            --- Regular Season ---  ---- Playoffs ----
Season   Team                        Lge    GP    G    A  Pts  PIM  GP   G   A Pts PIM
--------------------------------------------------------------------------------------
1990-91  Montreal-Bourassa           QAAA   35   10   25   35   50
1991-92  Drummondville Voltigeurs    QMJHL  61    1    9   10   78   4   0   0   0  17
1992-93  Drummondville Voltigeurs    QMJHL  64    0   14   14  137  10   0   1   1  36
1993-94  Chicoutimi Sagueneens       QMJHL  60    3   24   27  218  26   2  10  12 118
1994-95  Chicoutimi Sagueneens       QMJHL  67    8   31   39  342  13   3   5   8  40
1995-96  Carolina Monarchs           AHL    63    0    5    5  245  --  --  --  --  --
1996-97  Indianapolis Ice            IHL    49    0    2    2  248   4   1   1   2  27
1996-97  Carolina Monarchs           AHL    26    0    4    4  109  --  --  --  --  --
1997-98  Indianapolis Ice            IHL    75    1   12   13  258   5   0   2   2  12
1998-99  Portland Pirates            AHL     7    0    1    1   36  --  --  --  --  --
1998-99  Fredericton Canadiens       AHL    38    0   10   10  108  15   0   3   3  39
1998-99  Chicago Blackhawks          NHL     7    0    0    0   19  --  --  --  --  --
1998-99  Montreal Canadiens          NHL     8    0    0    0   33  --  --  --  --  --
1999-00  Quebec Citadelles           AHL    59    1    6    7  178  --  --  --  --  --
1999-00  Hamilton Bulldogs           AHL    11    0    0    0   12  10   1   1   2  14
2000-01  Hamilton Bulldogs           AHL    74    4   14   18  164  --  --  --  --  --
2001-02  Hamilton Bulldogs           AHL    79    7   10   17  154  12   1   3   4  22
2002-03  New York Islanders          NHL     3    0    0    0    2  --  --  --  --  --
2002-03  Bridgeport Sound Tigers     AHL    67    3    9   12  114   9   0   0   0  27
2003-04  Bridgeport Sound Tigers     AHL    53    1    6    7   70  --  --  --  --  --
2003-04  Wilkes-Barre/Scranton Pen   AHL    17    1    1    2   16  24   1   0   1   4
2004-05  Wilkes-Barre/Scranton Pen   AHL    75    3   14   17  129  11   0   1   1  18
2005-06  Wilkes-Barre/Scranton Pen   AHL    71    0   12   12   71  --  --  --  --  --
2005-06  Pittsburgh Penguins         NHL     6    0    0    0    8  --  --  --  --  --
2006-07  Wilkes-Barre/Scranton Pen   AHL    19    3    5    8   25  --  --  --  --  --
2006-07  Pittsburgh Penguins         NHL    44    1    4    5   18  --  --  --  --  --
2007-08  Pittsburgh Penguins         NHL     6    0    0    0    4  --  --  --  --  --
2007-08  Wilkes-Barre/Scranton Pen   AHL    67    6   10   16   61  23   2   3   5  16
2008-09  Nürnberg Ice Tigers         DEL    38    2    8   10   64   4   0   1   1  16
2009-10  Nürnberg Ice Tigers         DEL    55    1    9   10   82   5   0   4   4   8
--------------------------------------------------------------------------------------
         NHL Totals                         74    1    4    5   84

```